# Kleine wigwamspin
De kleine wigwamspin  (Phylloneta sisyphia) is een in Nederland en België algemeen voorkomende spin uit de familie van de kogelspinnen (Theridiidae). De wetenschappelijke naam van de soort werd, als Araneus sisyphius, in 1758 gepubliceerd door Carl Alexander Clerck.
De vrouwtjes worden 3 tot 4 mm groot, de mannetjes worden 2,5 tot 3 mm. Deze spin lijkt erg op de grote wigwamspin (Phylloneta impressa); alleen met genitaal onderzoek kan men het onderscheid tussen de beide soorten vaststellen. De soort is te vinden op struiken en lage vegetatie in weilanden in het Palearctisch gebied.